# Trichoglossus weberi
Il lorichetto di Flores (Trichoglossus weberi (Büttikofer, 1894)) è un uccello della famiglia Psittaculidae endemico dell'isola Indonesiana di Flores.

## Descrizione
A differenze delle altre specie di Lorichetto, il lorichetto di Flores è principalmente di colore verde, con il collare e il petto di colore verde lime pallido. Con una lunghezza totale di circa 23 cm, il lorichetto di Flores è la più piccola specie del genere Trichoglossus.

## Distribuzione e habitat
Il lorichetto di Flores, come il suo nome comune indica, è endemico dell'Isola di Flores in Indonesia; dove abita i confini delle foreste primarie e secondarie, boschi e piantagioni, fino ad una altitudine di 1400 m sul livello del mare.
Questa specie e piuttosto comune, anche se in futuro, la distribuzione relativamente ridotta potrebbe essere causa di preoccupazione per la sopravvivenza di questa specie.